# Ромеро, Сантьяго Эрнесто
Сантьяго Эрнесто Ромеро Фернандес (исп. Santiago Ernesto Romero Fernández; род. 15 февраля 1990[…], Монтевидео) — уругвайский футболист, полузащитник клуба «Данубио».

## Клубная карьера
Ромеро — воспитанник клуба «Насьональ». 27 ноября 2011 года в матче против «Монтевидео Уондерерс» он дебютировал в уругвайской Примере. В этом же сезоне он помог команде выиграть чемпионат. Летом 2013 года Сантьяго на правах аренды перешёл в чилийский Депортес Икике. 28 июля в матче против «О’Хиггинс» он дебютировал в чилийской Примере. 25 августа в поединке против «Унион Ла-Калера» Сантьяго забил свой первый гол за новую команду. Ромеро помог клубу выиграть Кубок Чили. По окончании аренды он вернулся в «Насьональ». 14 июня 2015 года в матче против «Пеньяроля» Сантьяго забил свой первый гол за родную команду. 17 сентября в поединке Кубка Либертадорес против колумбийского «Санта-Фе» он отметился забитым мячом. По итогам сезона Ромеро во второй раз стал чемпионом страны. 5 мая 2016 года в матче Кубка Либертадорес против бразильского «Коринтианс» он забил гол.
Летом 2017 года Ромеро был отдан в аренду в аргентинский «Росарио Сентраль». 26 августа в матче против «Колона» он дебютировал в аргентинской Примере. По окончании аренды Себастьян вернулся в «Насьональ».
1 февраля 2018 года в матче Кубка Либертадорес против «Шапекоэнсе» Ромеро отметился забитым мячом.

## Достижения
«Насьональ»
- Чемпионат Уругвая по футболу — 2011/12, 2014/15

«Депортес Икике»
- Обладатель Кубка Чили — 2013/14